# 파운드 (통화)
파운드(pound)는 통화 단위의 이름이다. 오늘날 일부 국가에서 사용되고 있으며 이전에는 많은 국가에서 사용되었다.
원래 이 통화 체계의 명칭은 귀금속의 무게를 재는 단위를 전용한 것이다. 영국의 파운드, 프랑스의 리브르와 이탈리아의 리라는 원칙적으로 동일한 무게 단위 체계에서 비롯되었으며, 라틴어로 "무게로 1 리브라"를 뜻하는 어구 lībra pondō의 뒤 낱말 또는 앞 낱말을 따 온 것이다. 또한 리브르 혹은 파운드의 약호인 £나 lb는 라틴어 리브라(libra)로부터 온 것이다.

## 현재 "파운드"라는 이름의 통화 단위를 사용하는 국가 및 지역
- 이집트 (이집트 파운드)
- 포클랜드 제도 (포클랜드 제도 파운드)
- 레바논 (레바논 파운드)
- 시리아 (시리아 파운드)
- 수단 (수단 파운드)
- 영국 (영국 파운드)
- 세인트헬레나 (세인트헬레나 파운드)

## 역사적으로 파운드, 리라, 리브르를 통화로 사용했던 국가
- 아일랜드 (아일랜드 파운드) (2002년 1월 1일 유로로 대체 됨.)
- 키프로스 (키프로스 파운드) (2008년 1월 1일 유로로 대체 됨.)
- 카롤루스 왕조 프랑크 제국
- 구체제 프랑스
- 비잔티움 제국 (큰 금액을 계산할 때 공식 통화인 노미스마와 함께 사용)

## 같이 보기
- 리라, 일부 언어에서 "파운드"
  - 이탈리아 리라, 이탈리아어로 "파운드"를 뜻한다. (2002년까지의 이탈리아 통화, 유로로 대체됨)
  - 튀르키예 리라, "파운드"를 뜻하는 터키어.
- 리브르, "파운드"를 뜻하는 프랑스어 단어
- 페소, 스페인어로 "무게"를 의미, "파운드"와 어원이 같은 말
- 파운드 기호, £ 기호와 그 변형
- 파운드와 리라가 파생된 고대 로마의 화폐
- 스털링 지폐 – 영국에서 발행되어 사용되고 있는 지폐에 관한 정보